# Ficoeritrina
A ficoeritrina (PE) é uma proteína da família das ficobiliproteínas, presente nas cianobactérias, algas vermelhas e nas criptofíceas.
Como todas as ficobiliproteínas, a ficoeritrina é composta por uma parte proteica, organizada numa estrutura hexamérica de cadeias alfa e beta, covalentemente ligando cromóforos denominadas ficobilinas. Na família da ficoeritrina, as ficobilinas são: ficoeritrobilina e a ficourobilina.
Também, muito utilizado como fluorocrômo em Citometria de Fluxo. 
Ligações externas
- MeSH Phycoerythrin

Predefinição:Pigmentos vegetais